# البیان هلدینگ
البیان هلدینگ (به انگلیسی: Al Bayan Holding Group) یک شرکت خوشه‌ای است که در ریاض و کویت قرار دارد. این شرکت در سال ۱۹۸۰ تأسیس شد. طبق گزارش رویترز و سعودی گازت، البیان، اولین کمپانی سعودی است که باعث ایجاد رابطه اسلامی
با رینگت شد. به عنوان بخشی از سرمایه‌گذاری یک میلیارد رینگتی، البیان با تزریق دویست میلیون رینگت، این سرمایه‌گذاری را آغاز کرد.